# HMS Berwick (65)
HMS Berwick byl těžký křižník sloužící v Royal Navy v období druhé světové války. Byl jednou ze sedmi lodí třídy Kent, která byla první skupinou třináctičlenné třídy County.
Postavila ho v letech 1924–1928 loděnice Fairfield Shipbuilding and Engineering Company ve skotském Govanu. Později byl modernizován s důrazem na zlepšení pancéřové ochrany. Nově instalovaný boční pancéřový pás měl sílu 114 mm. Loď byla dále vybavena katapultem a hangárem (ty byly společně s kulomety odstraněny v roce 1942). Během války byla posilována protiletadlová výzbroj.
V listopadu 1940 Berwick doprovázel letadlovou loď HMS Illustrious při náletu na Taranto a poté bojoval v bitvě u mysu Spartivento. V letech 1941–1945 pak Berwick operoval v rámci Domovského loďstva (Home Fleet) – především doprovázel arktické konvoje do Sovětského svazu. Opakovaně také doprovázel letadlové lodě při spojeneckých pokusech o vyřazení německé bitevní lodi Tirpitz nálety palubních letounů. V roce 1948 byl Berwick sešrotován.